# Vetenskap

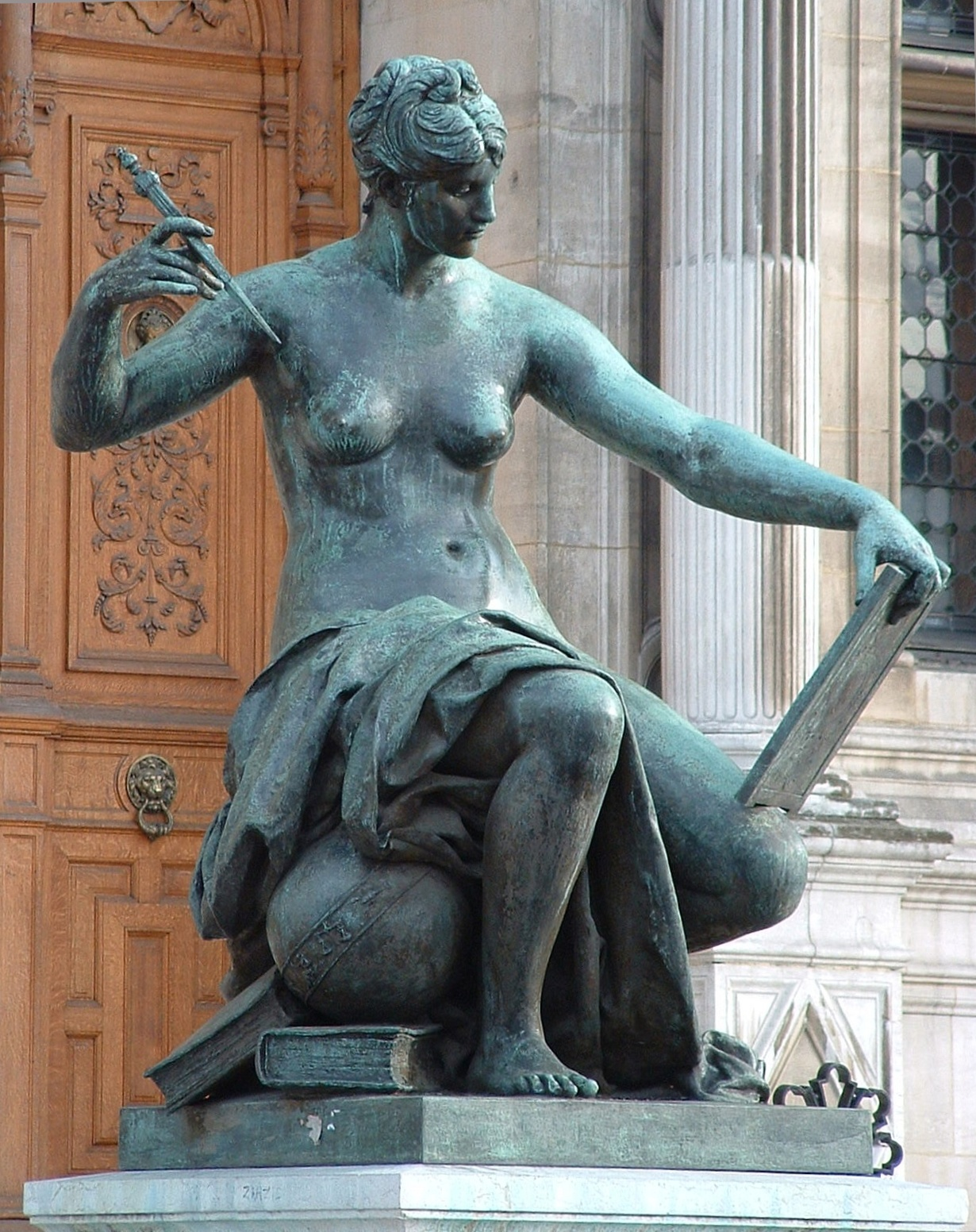
Personifiering av vetenskap, i Paris.

Vetenskap beskrivs ofta som produktion av ny kunskap med systematiska metoder. Vetenskapliga metoder innefattar: 
- empiri (insamling av data genom experiment, observation, mätning, litteraturstudier, intervjuer och enkäter i syfte att pröva hypoteser, teorier, modeller, lagar eller antaganden)
- deduktion (besvarande av forskningsfrågor och formulering av nya slutsatser och prediktioner genom logisk slutledning, matematisk härledning av samband och teoretiskt modellbygge) och
- induktion (formulering av nya hypoteser genom att generalisera utifrån enskilda empiriska data till en större klass av fall)[2]

Den praktiska forskningsprocessen är ofta ostrukturerad snarare än systematisk och det kan därför ifrågasättas om ovanstående beskrivning är helt rättvisande. Det finns heller ingen konsensus kring hur vetenskap bör definieras. En vanligt förekommande uppfattning är att vetenskap kännetecknas av falsifierbarhet och öppenhet för kritik.
Olika vetenskapliga grenar har olika syn på vad som är god vetenskaplig metodik, och olika förväntningar på vilken sorts förståelse av omvärlden som forskningen syftar att leda till. En av naturvetenskapens huvuduppgifter är att formulera konsistenta, effektiva och förenklade matematiska modeller och lagar, som är användbara för att kunna förutsäga kommande händelser. Inom samhällsvetenskapliga ämnen vill man snarare förstå mänskligt handlande och beteende för att klarlägga mönster i samhällen och hos individer. 
Forskning blir erkänd som vetenskap när den har publicerats i vetenskapliga publikationer. Före publikation måste arbetet ha granskats av oberoende referenter. Dessa skall göra en bedömning utifrån kriterier som att argumentationen är saklig, att publikationen bygger vidare på annan forskning inom området, samt att metoder och teorier har använts och redovisats på ett sätt så att andra kan bedöma slutsatserna. Bedömningskriterier skiljer sig mellan olika ämnen. Inom särskilt naturvetenskap betonas att vetenskapen måste vara objektiv genom att forskningen enkelt ska kunna upprepas av andra. Forskningen ska också ge generaliserbara förutsägelser och kartlägga strukturer och stor tilltro sätts till empiriska data. Inom human- och samhällsvetenskaperna tillämpas visserligen liknande kriterier, men även ett tolkande perspektiv är där en grundläggande del av förståelsen. En alltför hög grad av generalisering eller försök till enkla förutsägelser inom ämnen som exempelvis historia, ekonomi, samhällsvetenskap, etnologi och psykologi anses inte vetenskapligt. God vetenskaplighet inom dessa ämnen handlar ofta i stället om att förhålla sig öppen inför olika tolkningar, perspektiv och metoder i mötet med den mycket komplexa mänsklighet som dessa ämnen är en del av. 
Inom vetenskapen tillämpas metodologisk naturalism, det vill säga man studerar naturens lagbundenhet och formulerar inte övernaturliga förklaringar och studerar därför inte heller det som kan betraktas som övernaturliga fenomen. Enligt vissa vetenskapsteoretiker hamnar därmed övernaturliga fenomens existens utanför naturvetenskapens räckvidd. Metodologisk naturalism tillämpas inte fullt ut inom parapsykologi men vanligen inom religionsvetenskap. Ett naturalistiskt vetenskapligt ideal ställs ofta i kontrast till pseudovetenskap som beteckning på läror som inte anses förenliga med den vetenskapliga förklaringsmetoden, t.ex. astrologi och homeopati.
Inom många yrken används begreppet evidensbaserad kunskap för sådan yrkeskunskap som kan erhållas från vetenskapen. 
En vetenskap kan även åsyfta en vetenskaplig teori, en lära eller ett akademiskt ämne.

## Historik

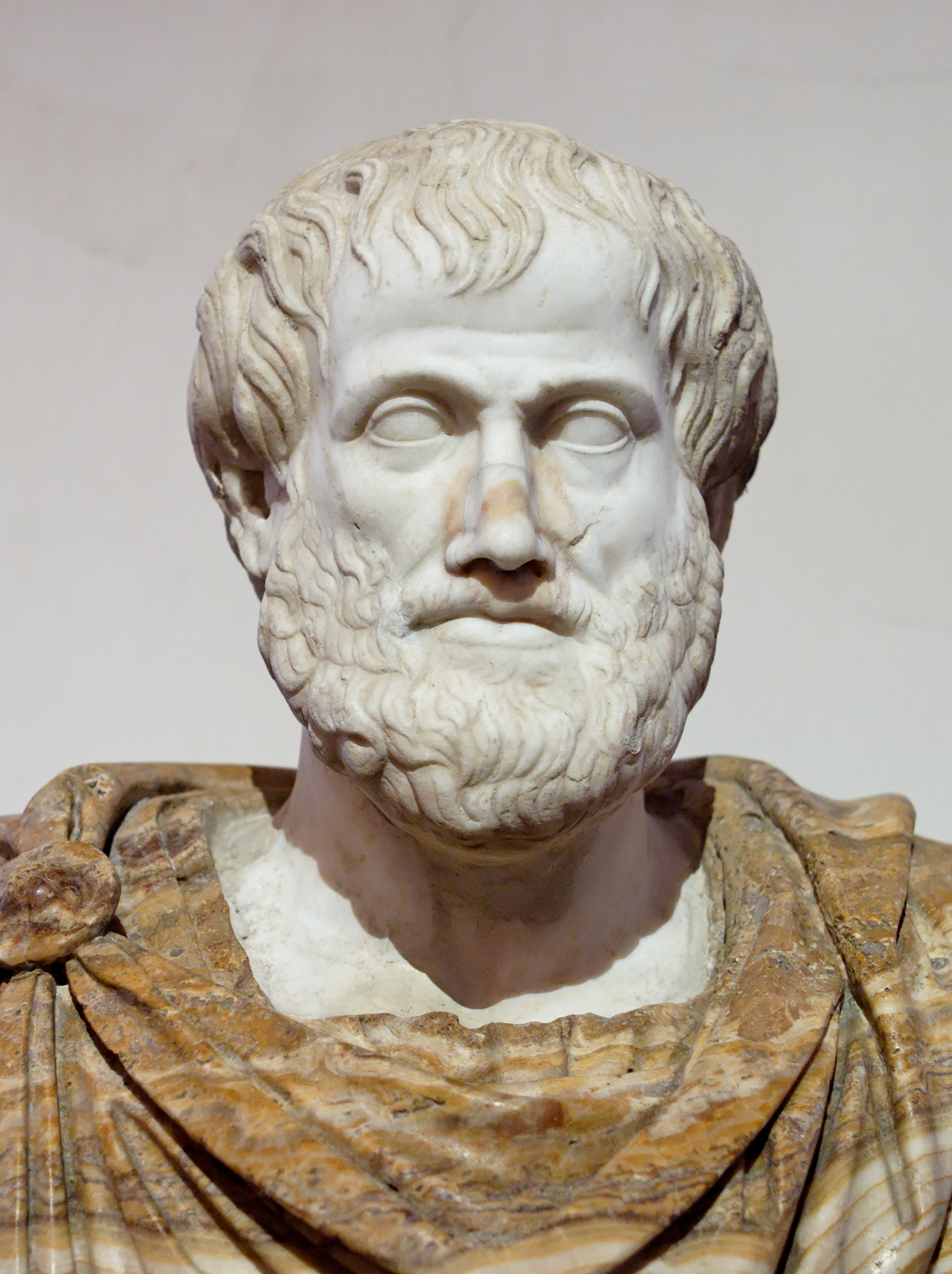
Aristoteles anses vara en av de första vetenskapsmännen.

Födelsen av modern vetenskap räknas till 1500- och 1600-talen i Europa, men vad som kan klassas som vetenskapliga experiment och observationer har gjorts så länge mänsklig civilisation har funnits. I förhistoriska tider fördes råd och kunskap vidare från generation till generation genom muntlig tradition, och arkeologiska fynd visar att det förekom utveckling av astronomisk kunskap före skriftsystem. Men medan den muntliga traditionen kunde leda till misstag i minnet och återberättandet så ledde utvecklandet av skriften till att kunskap kunde föras vidare till kommande generationer troget sitt original. Skriften är på det sättet viktig för att möjliggöra vetenskapen. 
Bland andra egyptierna och mesopotamerna revolutionerade och nedtecknade flera vetenskapliga områden som astronomi, medicin och biologi. Antika skrifter har återfunnits som innehåller beskrivningar av empiriska undersökningar av den naturliga världen. Många grundprinciper för ett vetenskapligt arbetssätt fastlades redan av Aristoteles, och senare i Rom av exempelvis Plinius den äldre och andra filosofer som menade att naturen var lagbunden. Under medeltiden var det framför allt i den muslimska världen som vetenskapen frodades och antika vetenskapliga skrifter översattes till arabiska, medan översättning av Aristoteles till latin genomfördes först på 1200-talet. Den medicinska vetenskapen utvecklades av exempelvis Avicenna och ett exempel på ett vetenskapligt förhållningssätt är hur man i den muslimska världen började använda sig av kontrollgrupper vid utprovning av nya mediciner. Arabvärlden fungerade som en förmedlare, förvaltare och vidareutvecklare av kunskap mellan olika kulturer och de ursprungligen indiska siffrorna 0-9 spreds via arabvärlden till Europa. Härifrån förmedlades också decimalsystemet och siffran 0, vilka båda är av avgörande betydelse för vetenskapen.
Vetenskapen utvecklades i Västeuropa under 1600-talet med bland andra Galileo Galilei, som istället för att främst sätta sin tro till auktoriteter själv utförde experiment. Detta skiljde honom från många tidigare tänkare, som t.ex. Aristoteles. Galileis metod renodlades senare till hypotetisk deduktion, vilket innebär att man prövar sina hypoteser och teorier emot experiment för att stödja eller motbevisa dem. Newtons Principia från 1687 räknas ofta som en milstolpe i det vetenskapliga tänkandet, då den med endast ett fåtal naturlagar förklarade ett flertal fenomen och lade grunden till reduktionismen. Även Francis Bacons verk Organum Novum anses vara centralt för utvecklingen empiriskt grundad vetenskap.
Sedan antiken hade naturvetenskap och samhällsvetenskap varit tätt sammankopplade, och det gjordes ingen större skillnad på en person som studerade matematik och en som studerade historia, poesi eller politik. Naturvetenskapen kopplades länge tätt till filosofi, och fram till modern tid sågs de två ofta som samma sak. Under upplysningstiden började "naturfilosofer" som Newton att skiljas från filosofer i att de arbetade efter vad som senare skulle kallas den vetenskapliga metoden. På 1600-talet hade ord för vetenskap börjat separeras från begreppet naturfilosofi.

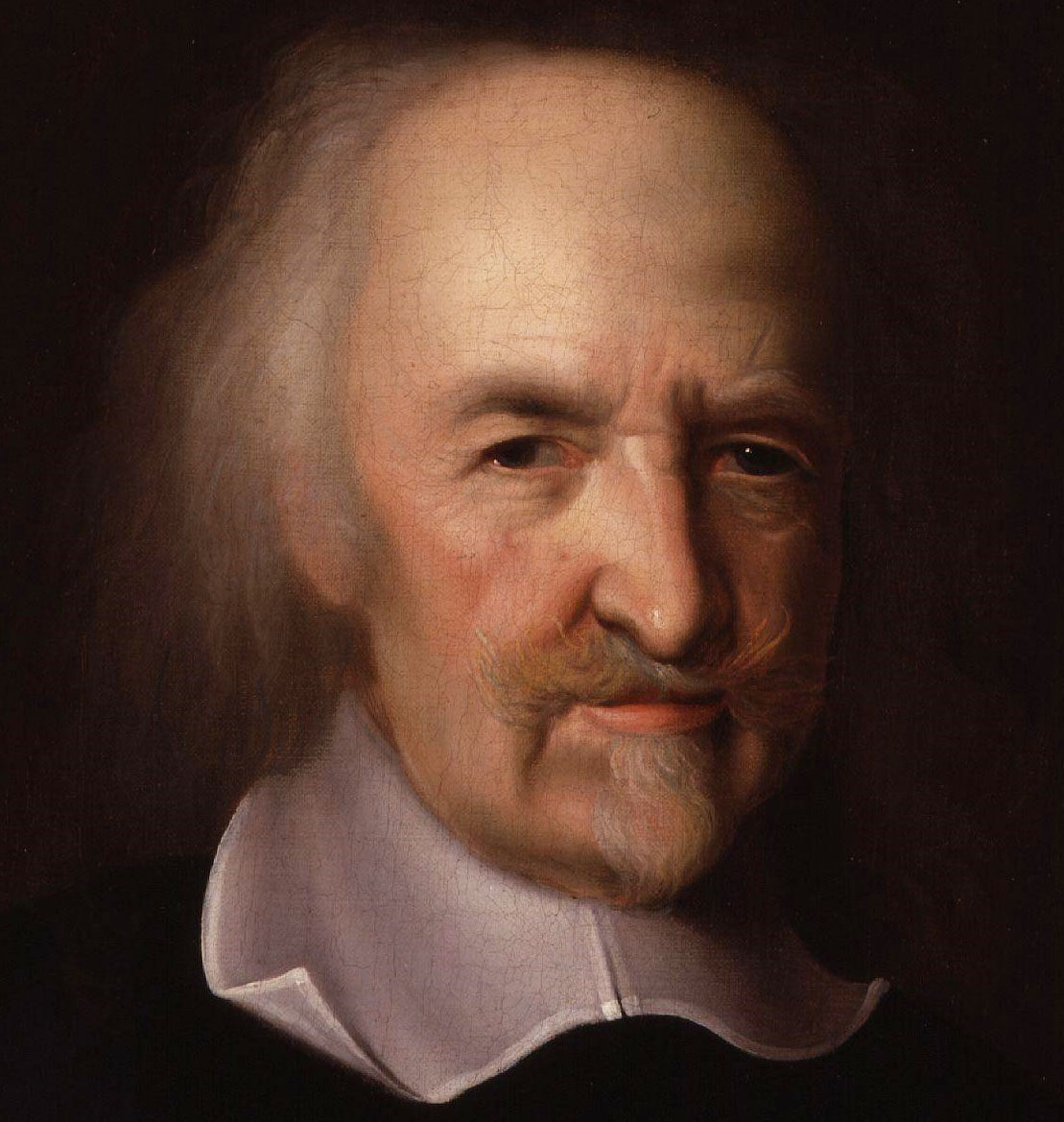
Filosofen Thomas Hobbes studerade politik med ett vetenskapligt tillvägagångssätt, och var en av de första samhällsvetenskapsmännen.

Bland naturfilosoferna började det tillkomma sådana som inte studerade naturen utan tillämpade vetenskapliga metoder vid studiet av samhällen. Detta var början på den moderna samhällsvetenskapen, och idén var att rationella lagar även kan beskriva mänskligt beteende inom ämnen som politik, ekonomi, psykologi och religion.
Under 1800-talet uppkom uttrycket vetenskaplig metod för att beskriva den metod som används under vetenskapliga observationer och experiment, och termen spreds snabbt efter 1870-talet, trots att det inte fanns en definitiv förklaring av vad begreppet innebar. Det engelska ordet för vetenskapsman, "scientist", användes första gången 1833 av William Whewell, och användandet av det plurala "scientists" för en särskild grupp människor som tillämpade vetenskap började att användas under andra halvan av 1800-talet.
I början av 1900-talet var den moderna synen på vetenskap, som ett sökande efter kunskap med en speciell metod och av en speciell grupp, i stort sett definierad, och termen hade börjat användas för att ge legitimitet åt varierande kunskapsfält såsom medicinsk vetenskap. Under 1900-talet började även banden mellan vetenskap och teknik att växa sig starka, och liksom Martin Rees förklarar, har framgångar i vetenskaplig förståelse och teknik varit synergistiskt avgörande för varandra. Tiden sedan den industriella revolutionen har möjliggjort en ökande takt i vetenskapens framgång, och under 1900-talet utvecklades många revolutionerande idéer och teorier som Albert Einsteins relativitetsteori, kvantmekanik, strängteori, utomjordisk astronomi och informationsteknologi. Den ökade styrkan i teknologin möjliggör en eskalerande utveckling av artificiell intelligens, vilken enligt vissa kan resultera i en teknologisk singularitet.

## Etymologi
Ordet vetenskap stammar från lågtyskans wetenskap, som initialt betydde kännedom, kunskap, men på 1700-talet fick sin moderna betydelse. Det engelska ordet science, samt många andra språks ord för "vetenskap", kommer från latinets scientia, ett substantiv format ur verbet scire, "att veta". Ordet science började under 1700-talet att motsvara dagens naturvetenskap, men under 1900-talet vidgades begreppet och nya discipliner såsom samhällsvetenskap växte fram som också tillämpar den vetenskapliga metoden. Därmed har skillnaden mellan det engelska ordet science och svenskans vetenskap alltmer kommit att suddas ut. Humaniora ingår i det svenska ordet "vetenskap", i det tyska "wissenschaft" och i det franska "science", men inte i det engelska "science". Den del av vetenskap som vi på svenska kallar humaniora brukar på engelska hamna under begreppet "arts". Numera använder man på engelska begreppet natural science då man vill markera att man menar just naturvetenskap till skillnad från till exempel samhällsvetenskap om det inte framgår av sammanhanget.

## Vetenskapliga områden och definition

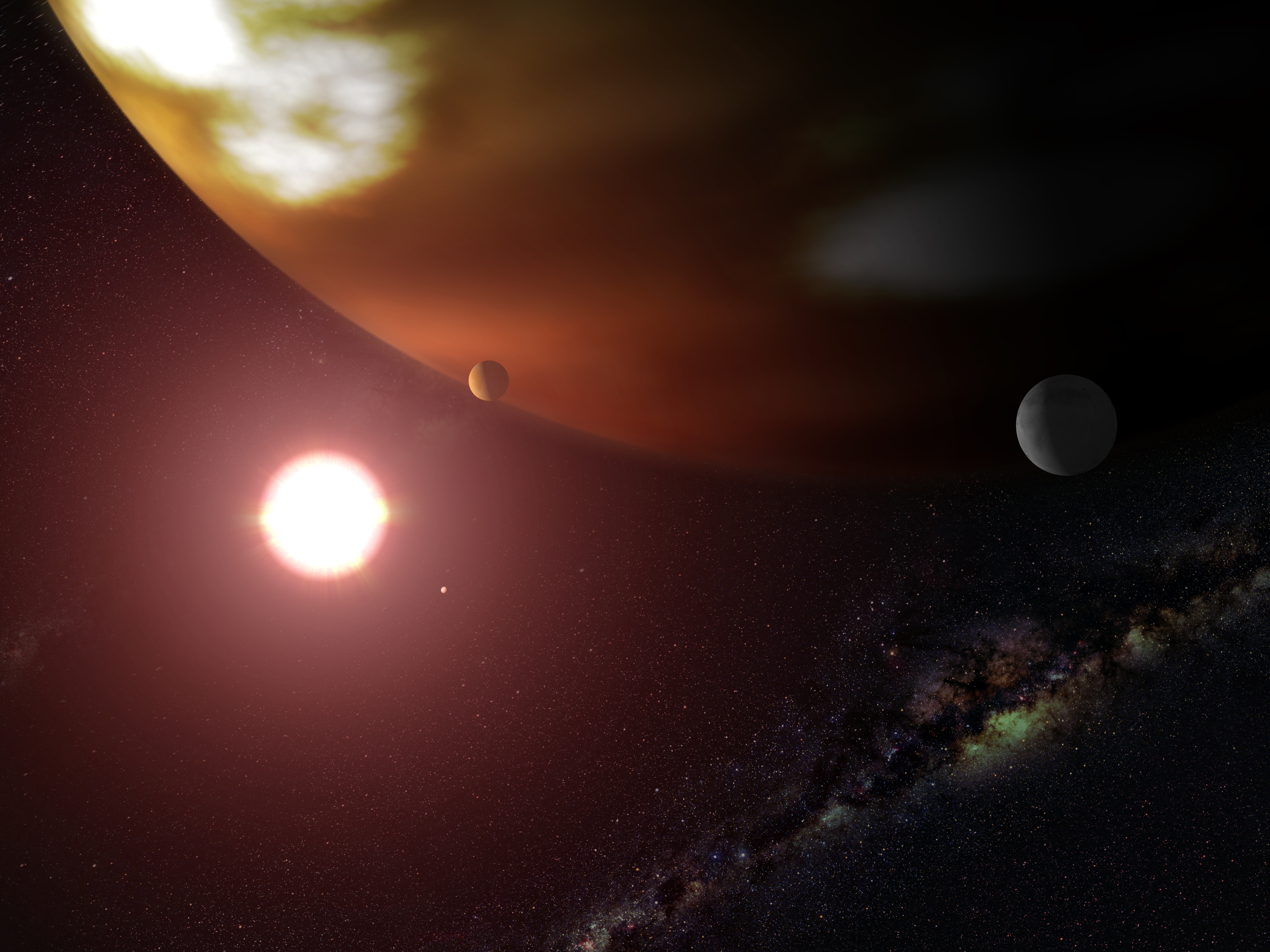
Studiet av yttre rymden kallas astronomi, och är en del av fysiken, som i sig är en del av naturvetenskapen.

Vetenskap är alltså på svenska ett brett begrepp som inkluderar flera ämnen med ibland mycket olika undersökande metoder. Ofta delas vetenskapen upp utifrån vad som studeras och en övergripande indelning kan förenklat beskrivas som naturvetenskap-natur respektive humaniora-kultur. En annan indelningsgrund utgår utifrån metod, där t.ex. fysik och kemi kan luta sig tillbaka på en rationell och deduktiv metod, medan exempelvis biologi och historia är till stora delar induktiva vetenskaper. Vad som bör och inte bör betecknas som vetenskap är en fråga om gränsdragning och medan t.ex. partikelfysik utan tvekan följer en vetenskaplig metod, så är t.ex. konstvetenskap, namnet till trots, inte till sin metod renodlat vetenskaplig, utan snarare filosofisk. Vetenskap i betydelsen "systematiserad kunskap", stämmer däremot bra även på konstvetenskapen.
Vetenskapen delas också in utifrån administrativa behov. Sedan medeltiden har man delat in den akademiska forskningen i fyra vetenskapsområden, tidigare kallat fakulteter, vilka var teologisk, juridisk, medicinsk och filosofisk fakultet. Det som skett under 1900-talet är att vetenskapen har tagit stora språng i sin förståelse och områden som tidigare varit outforskade har gett upphov till nya vetenskapliga discipliner, så som datavetenskap, genusvetenskap, geovetenskap m.fl. Detta gav upphov till en ny uppdelning. Den tidigare filosofiska fakulteten växte ur sin kostym, när såväl humanistisk som matematisk-naturvetenskaplig och samhällsvetenskaplig vetenskap skulle samsas där. Idag grupperas vetenskapen i naturvetenskaplig, teknisk, medicinsk och humanistiskt-samhällsvetenskaplig forskning. På naturvetenskapliga fakulteten studeras naturen och dess lagbundenhet, men även den formella vetenskapen matematik representeras här. Inom tekniska fakulteter studeras principer för mänskliga maskiner och artefakter. Den humanistisk-samhällsvetenskapliga fakulteten delas upp i humaniora, där människan som kulturell varelse studeras, och samhällsvetenskap inklusive beteendevetenskaperna, där samhället och mänskligt samspel studeras.
Ett lärosäte som har ett vetenskapsområde (en fakultet) har rätt att ge forskarexamina inom området.

### Relation mellan discipliner
Inom naturvetenskapen är reduktionism ett vanligt sätt att se på relationen mellan olika vetenskapliga grenar. Naturvetare försöker formulera enkla lagar, samband och modeller med stor förklaringskraft, och har allt sedan antikens atomteori letat efter naturens minsta odelbara beståndsdelar. Synsättet innebär att all vetenskap skulle kunna reduceras till några grundläggande naturlagar inom fysik – en teori om allt som väntar på att bli upptäckt – samt till matematiska och logiska principer. Principer och lagar inom ett vetenskapligt ämne anses enbart vara en konsekvens av principer inom ämnen som betraktas som mer grundläggande och inga holistiska eller mystiska principer tillkommer på högre nivå. Exempelvis anses kemins komplexa lagar enbart vara en konsekvens av fysikens relativt enkla lagar samt av de förutsättningar (temperaturer, tryck, osv) som krävs för att atomer ska kunna existera. Biologin anses på samma sätt kunna härledas ur kemiska processer och från förutsättningarna för liv som finns på jorden. Ingen har emellertid lyckats härleda särskilt stora delar av kemin ur fysiken, biologin ur kemin, etcetera. Forskare har ännu inte ens lyckats formulera en konsistent "teori om allt" inom fysiken som förenar de fyra kända fundamentala fysikaliska krafterna och fysikens grundläggande principer. Den klassiska fysiken beskrivs ibland bara som en användbar approximation, och ibland som helt väsenskild från både kvantfysiken som används på partikelnivå, och från relativistisk fysik som används på makroskopisk nivå, och dessa har inte förenats. Med andra ord har vetenskapen inte kommit särskilt långt i arbetet med att klarlägga sambanden mellan olika vetenskapliga grenar. Kanske sambanden inte ens är möjliga att upptäcka på det sätt som reduktionister tänker sig.  

Många som trots dessa svårigheter håller fast vid tron på att vetenskapen i framtiden kan finna ”en teori om allt” ställer sig ändå tveksamma inför att sträcka synsättet till att innefatta ämnen som psykologi, sociologi, ekonomi o.s.v.

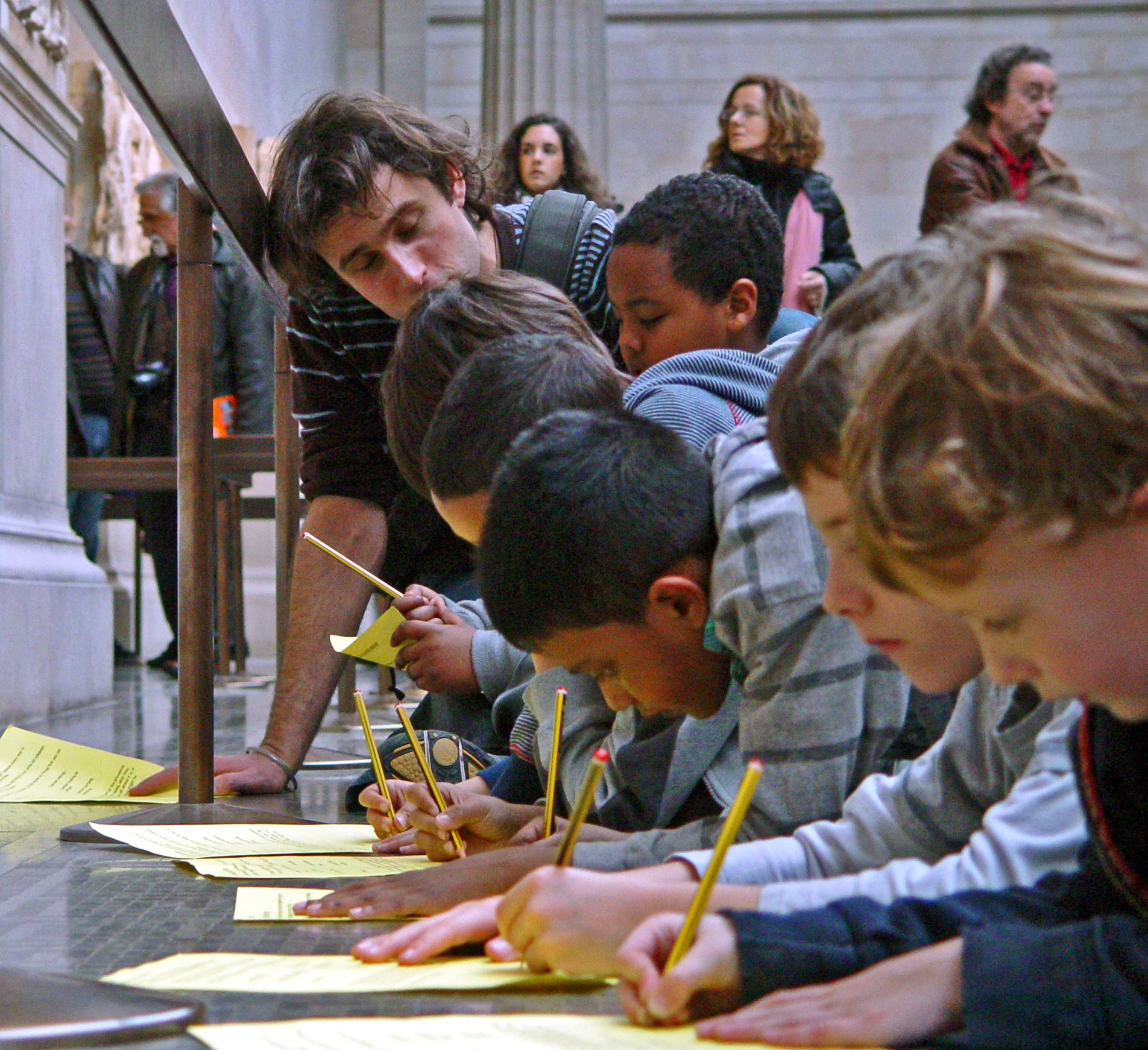
Studiet av utbildning kallas pedagogik, och är del av samhällsvetenskapen.

### Naturvetenskap
Naturvetenskapen studerar den fysiska världen, vilket innefattar allt från stjärnor och planeter inom astronomin till atomers allra minsta beståndsdelar, komplexa ekologiska system inom biologin och synapser och signalsubstanser inom hjärnforskningen. Hur naturvetenskaplig forskning kan gå till beskrivs av fysikern Richard Feynman för sina elever på följande sätt: "Grunden till all kunskap är experiment. Experiment är den enda domaren när det gäller vad som är vetenskaplig sanning. Men vad är källan till kunskap? Varifrån kommer lagarna som ska bli prövade? Experimenten i sig själva hjälper till att skapa dessa lagar, som om de ger oss ledtrådar. Men det behövs även fantasi för att nå fram till ledtrådar utifrån en större generalisering- att gissa de underbara, enkla, men mycket underliga mönstren bakom allt, och att sedan experimentera om igen för att se om gissningen kan leda oss vidare." Detta är en levande beskrivning av det som på ett torrare språk kan benämnas den "hypotetisk-deduktiva metoden" inom naturvetenskapen.
Naturvetenskapen eftersträvar att finna teoretiska modeller som så enkelt som möjligt kan förklara det som kan observeras, mätas och testas.
Naturvetenskapen delas in i ett fåtal huvudområden, nämligen fysik, kemi, biologi, geovetenskap, astronomi och medicin.

### Samhällsvetenskap och humaniora
Redan under upplysningstiden började den samhällsvetenskapliga delen att växa fram som en egen inriktning och den skiljer sig från naturvetenskapen i att den studerar människan och dess samhälle, medan naturvetenskapen studerar den fysiska världen. Skillnaden är stor mellan å ena sidan naturvetenskap och å andra sidan sådana vetenskaper där människors tankar, känslor och handlingar har betydelse för det som studeras. I samhälls- och humanvetenskaperna behöver man därför använda andra vetenskapliga metoder än i naturvetenskapen och man kan ofta inte komma fram till lika säkra eller entydiga svar. Vetenskap som gör tolkningar av ett “förstående” slag kallas hermeneutisk. Sådana tolkningar som bygger på att vi människor förstår andra människor förekommer av naturliga skäl mest inom humanvetenskaperna -historia, litteraturvetenskap, konstvetenskap- men också inom samhällsinriktade ämnen som sociologi, antropologi och juridik.  Inom exempelvis samhällsvetenskapen använder man sig av en kombination av kvalitativ och kvantitativ metod, där man inom ämnet t.ex. kombinerar fallstudier och intervjuer med enkäter och statistik.
Ämnen som ofta klassas som humanistiska är t.ex, språkvetenskap, historia och religionsvetenskap. På humanistisk fakultet studeras ofta också ämnen som i regel inte klassas som vetenskap, t.ex. teologi och filosofi. Ämnen som brukar klassas som samhällsvetenskapliga är t.ex. psykologi, sociologi, statsvetenskap, juridik och ekonomi. Men gränsen mellan humaniora och samhällsvetenskap är många gånger diffus, och en inte oansenlig andel vetenskapsteoretiker menar att humaniora bör klassas som en underavdelning till samhällsvetenskapen.                                                                            

### Formella vetenskaper
Formalvetenskaperna matematik, statistik och logik är inte vetenskap i egentlig mening, då inga experiment eller observationer utförs. Emellertid utnyttjas de som hjälpvetenskaper och matematik och statistik är fundamentet för sådan vetenskap som använder kvantitativa metoder: Det är till exempel lätt att se att utan matematik skulle det inte finnas någon fysik. Aritmetik, algebra, geometri, trigonometri, matematisk analys och sannolikhetslära är exempelvis alla väsentliga för studier inom fysiken. I princip varje gren av matematiken har någon tillämpning inom annan vetenskap, inklusive "rena" områden som talteori och topologi. Den formella vetenskapen logik används i större eller mindre omfattning i all vetenskap. T.ex. behöver texten som beskriver ett historiskt förlopp vara logiskt sammanhängande för att uppfattas som rimlig. En viktig roll matematik har i vetenskap är att uttrycka vetenskapliga modeller och lagar, att härleda samband och ge förutsägelser om utfall av experiment. Inom matematik kan man till skillnad från inom empiriska vetenskaper få fram deduktivt helt sanna påståenden, alltså bevis. I de empiriska vetenskaperna finns det så gott som alltid en osäkerhet i observationerna, och därför talar man där om evidens och aldrig om egentliga bevis (skillnaden framkommer kanske tydligare genom orden evidence och proof på engelska). Å andra sidan är matematiken enbart teoretisk och det är därför fullt möjligt att räkna fram matematiskt bevisade påståenden som inte har någon koppling till den fysiska verkligheten. 
Statistiken används i samhället, till exempel i massmedier, för att åskådliggöra fenomen. Detta sätt att ta användning av statistik finns även inom vetenskap, men här har statistiken även en annan roll. Den tillåter forskare som använder kvantitativ metod på stora mängder  data att pröva hypoteser och få en uppskattning om säkerheten i den empiriska datan (se vidare konfidensintervall). Ofta används datorkraft inom vetenskapen när det är svårt att beräkna resultat för hand med analytisk matematik. Till exempel kan man datorsimulera modeller av den fysiska världen eller analysera stora mängder data i statistiska modeller. Huruvida matematik i sig själv ska klassas som vetenskap har debatterats. Enligt Society for Industrial and Applied Mathematics är beräkningsvetenskap numera lika viktigt som teori eller experiment när det kommer till att utveckla vetenskaplig kunskap.

### Ingenjörsvetenskap
Ingenjörsvetenskap är den vetenskapliga disciplin som behandlar implementering av vetenskap på material, byggnationer, maskiner, system och processer för att förverkliga ett specifikt mål.  Ingenjörsvetenskap är tillämpad forskning och liknar ingenjörskonst och praktikerkunskap. Skillnaden är att ingenjörsvetenskapen förväntas ge upphov till generaliserbar kunskap. Det innebär t.ex. att vetenskapliga slutsatser inte enbart bör vara giltiga för att utveckla en viss kommersiell produkt. Ingenjörskonst däremot har ofta som mål att utveckla en kommersiell produkt, genom att applicera vetenskaplig kunskap på konkreta problem.
Ingenjörskonst har alltså ett snävare mål än tillämpad vetenskap, som i sin tur har ett snävare mål gentemot grundforskningen. Det finns dock inte några vattentäta skott emellan dessa och kunskapen utvecklas på alla fronter till gagn för så väl vetenskapen som teknikutvecklingen i stort.
Exempel på ingenjörsvetenskap är t.ex. teknisk fysik, kemiteknik, bioteknik m.fl. områden.

#### Grundforskning och tillämpad forskning
Grundforskning är oberoende forskares förutsättningslösa sökande efter ny kunskap. Motsatsen är tillämpad akademisk forskning där forskningsfinansiärer kan vara kommersiella företag eller myndigheter, som kan bidra med problemformuleringar och förväntas få användning av forskningen. Den tillämpade forskningen är alltså mindre fri och har även en kortare tidshorisont. 
Många av de mest revolutionerande vetenskapliga upptäckterna härrör därför från den nyfikenhetsdrivna grundforskningen. Inom en längre tidshorisont leder denna forskning inte sällan till nya tillämpningar som inte förväntades när forskningen påbörjades.

## Vetenskaplig metod

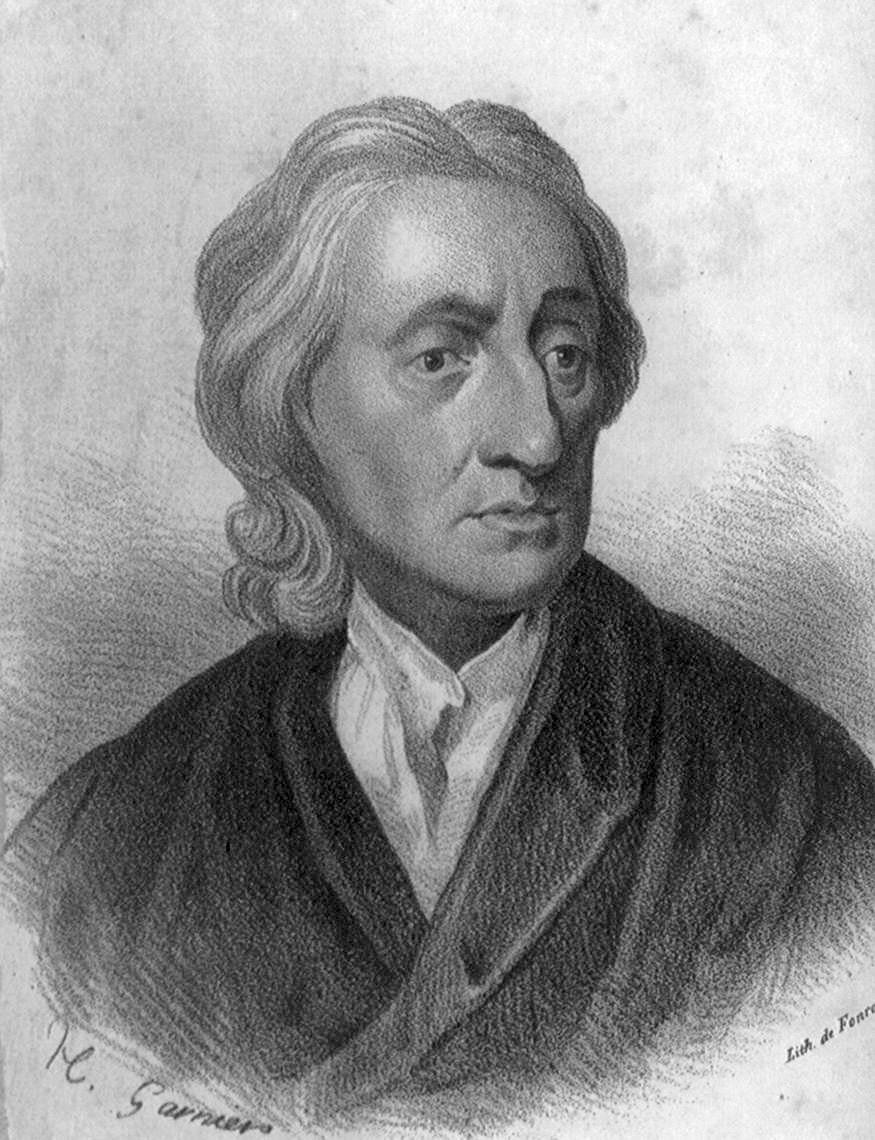
John Locke lade grunden för empiri, en grundläggande del av vetenskapsteorin.

Naturvetenskapen respektive samhälls- och humanvetenskapen undersöker olika saker och skiljer sig därför onekligen åt på många sätt både vad gäller undersökningsmetod och på vilket sätt resultatet slutligen presenteras. För att ta två enkla exempel så argumenterar en avhandling i fysik i första hand genom logik och matematik  medan en avhandling i etnologi följer en helt annan inbördes logik med texten och språket som grund. Samtidigt är det inom samhällsvetenskapen ibland lämpligt att använda sig av metoder liknande dem som används i naturvetenskapen, medan det i andra fall är olämpligt att använda den sortens metoder. För att inte göra en felaktig distinktion används därför andra begrepp för att särskilja olika vetenskapliga metoder. Vanliga sådana benämningar är positivistisk, (också kallad kvantitativ) metod, respektive hermeneutisk (kvalitativ) metod.
En viktig anledning till att man måste skilja på kvantitativa och kvalitativa undersökningar är att deras respektive undersökningsmetoder skiljer sig åt på många punkter. Detta gäller både planeringen av undersökningen, själva genomförandet och rapporteringen av resultatet.

### Naturvetenskaplig eller kvantitativ, positivistisk metod
Den naturvetenskapliga metoden är nog den metod de flesta förknippar med vetenskap. Metoden betonar att de företeelser man studerar går att observera. Man observerar och mäter olika slags företeelser i världen och försöker finna och uttrycka samband mellan dem. Detta görs delvis genom experiment som försöker simulera de fenomen som studeras i en kontrollerbar miljö. 
Det är alltså den undersökningsmetod som vanligen används inom naturvetenskaperna, men som också ibland kan användas inom samhälls- och humanvetenskaperna. Metoden försöker förklara de fenomen som studeras på ett så allmänt giltigt och transparent sätt som möjligt. I idealfallet ska andra forskare kunna genomföra samma eller liknande undersökning eller experiment och därigenom antingen förkasta eller ge medhåll åt tidigare slutsatser. Detta kallas för intersubjektiv testbarhet. Metoden kan ofta ge användbara förutsägelser om framtiden, (orsak och verkan), exempelvis inom medicinen, där det som man vill uppnå ju är en viss effekt av en behandling, även om det exakta utfallet i verkligheten alltid ser olika ut mellan olika patienter. I grund och botten tillåter den positivistiska metoden mycket kreativ problemlösning, medan den minimerar någon subjektiv bias som användarna kan ha.

#### Experiment och hypoteser
Inom vetenskapsfilosofin används olika begrepp för att förklara hur vetenskap fungerar. Med en vetenskaplig domän menas den del av verkligheten som en vetenskaplig teori handlar om. En modell är en ungefärlig bild av denna domän, inom naturvetenskapen ofta med en fysisk eller matematisk representation. En modell av atomen kan t.ex. uttryckas genom att rita en bild av kärnan och dra cirklar runt den. Innan man har en uppfattning om något kan en hypotes leda forskningen framåt emot en heltäckande teori. En hypotes skiljer sig från en vetenskaplig teori på två viktiga sätt: Dels är hypotesen under prövning, det är ett antagande som man håller på med att undersöka, och som kan omarbetas eller förkastas i det vetenskapliga arbetet. En hypotes uttalar sig också oftast om en mindre del av det vetenskapliga området. .
Ett viktigt kriterium för positivistisk vetenskap är att dess teorier om verkligheten ska kunna falsifieras. De ska med andra ord vara mycket specifikt formulerade så att de kan ge förklaringar och göra förutsägelser som kan prövas av andra. Det positivistiska idealet är alltså intersubjektiv testbarhet. Det finns flera sätt att närma sig detta ideal. Induktiv verifiering, sådan som sker vid tester av läkemedel, är ett sätt. Man sluter sig då till att en behandling fungerar för alla eller åtminstone de flesta, genom att den har fungerat bra på en mindre kontrollgrupp. Den hypotetisk deduktiva metoden är mer avancerad. Det innebär kortfattat att logiskt härleda vilka konsekvenser en viss hypotes kan få och sedan undersöka om detta verkar stämma överens med en verklig situation. När en hypotes visar sig inte stämma överens med experiment eller observationer, blir den antingen omarbetad eller förkastas helt och hållet.
Vetenskapsmän är ju mänskliga och kan därför alltid ha ett föredraget utfall av sin forskning av olika personliga anledningar.  Denna s.k. bias kan utöver noggrant utvecklade experiment och transparens också motverkas genom en noggrann refereegranskningsprocess av experimentella resultat och slutsatser. Detta innebär att oberoende forskare dubbelkollar hur forskningen gjordes, och gör liknande experiment för att se om resultaten framkommer på nytt.

### Hermeneutisk eller kvalitativ metod
Naturvetenskap utgår ju ifrån naturlagar och drar sina slutsatser utifrån dem. Även om matematiken bakom naturvetenskapen kan vara ytterst komplicerad så är grunden på ett sätt relativt enkel. Släpper man ett föremål faller det neråt, kyler man vatten fryser det till is. En vetenskap som liksom fysiken och kemin bygger på allmänna lagar av orsak och verkan kallas nomotetisk. 
Hur är det med människorna och deras liv? Finns det liknande lagbundenheter där? Det är en omstridd fråga. Samhällsvetare som föredrar den kvantitativa metoden vill gärna tro att det finns sådana lagbundenheter, medan samhällsvetare med hermeneutisk grundåskådning ofta förnekar det. Hermeneutikerna hävdar att de sysslar med att studera engångsföreteelser, de är ideografiska. 
Kvalitativa, hermeneutiska undersökningar karaktäriseras av att man försöker förstå hur människor upplever sig själva och sin omgivning. Att förstå ses här som en annan sak än att begripa något intellektuellt. Hermeneutiken utgår därför från en viktig kunskapskälla vid sidan om sinnenas iakttagelser och den logiska analysen, nämligen att genom sin empati och föreställningsförmåga försöka sätta sig in i en annan människas situation. Det innebär att hermeneutiken skiljer sig radikalt från positivismen, vilken ju strävar efter objektivitet. I en hermeneutisk undersökning försöker man i stället komma åt något subjektivt. En vanlig metod är naturalistisk observation eller djupintervjuer, men det finns andra. Det man undersöker är inte något man kan mäta, och resultatet kan inte presenteras med numeriska värden. Denna typ av metoder har sin tillämpning särskilt inom samhälls- och humanvetenskaperna, där människan, antingen betraktad som individ eller i ett samhälleligt sammanhang, står i centrum. Dessa ämnen är exempelvis historia, litteraturvetenskap, konstvetenskap-  men också mer samhällsinriktade ämnen som sociologi, antropologi och juridik. 
Finns det då inget att invända mot hermeneutiken? Jo, när man tolkar andra människors känslor och upplevelser befinner man sig på osäker mark. Upplevelser och känslor beror ju på vem som känner dem. Att tolka dessa rätt handlar om två besläktade problem. För det första: Man kan genom projektion ofta tillskriva andra egenskaper som de inte har. För det andra: När man tolkar är det viktigt att sätta in det man tolkar i rätt sammanhang, rätt kontext. Den historiker som skildrar det förflutna riskerar t.ex. att missförstå den kontexten. Tänkte och kände man på medeltiden på samma sätt som idag? 
Vi kan alltså konstatera att hermeneutiken är en osäker metod. Men den är ett nödvändigt komplement till hårda positivistiska och rationalistiska tankesätt. Om man inom samhälls- och humanvetenskaperna i stället, likt den tidigare mycket inflytelserika logiska positivismen, helt hade avhänt sig den kunskapskälla som förståelsen ger, då skulle man inom dessa ämnen få nöja sig med de kunskaper som också gäller för myror och bin. En anledning till att hermeneutiken behövs i humanvetenskaperna är också att människan är en varelse som knyter mening till sin existens. Hon ser inte bara föremål och andra människor, utan de har betydelse för henne och detta har i sin tur avgörande betydelse för hennes egna handlingar. Hon tolkar världen och genom sin tolkning skapar hon sin egen livsvärld. Man försöker alltså i kvalitativa undersökningar tolka människor, som själva tolkar världen de lever i. 

### Säkerhet och vetenskap
Många förknippar nog vetenskaplig kunskap med att denna kan ge oss en så objektiv och allmängiltig bild av verkligheten som möjligt, men detta är alltså inte helt sant: Inom vissa forskningsområden är sådan kunskap inte möjlig att uppnå i så hög utsträckning. Att inte erkänna att så är fallet är däremot inte att förhålla sig på ett trovärdigt sätt till sitt eget ämne. Samtidigt finns ändå två utgångspunkter som är gemensamma inom all vetenskap: 1. Vetenskap går ut på att ta reda på hur det förhåller sig i verkligheten. 2. Men ett verkligt vetenskapligt förhållningssätt till denna kunskap om verkligheten är att erkänna att det alltid finns en möjlighet att även den mest grundmurade teori kan visa sig inte stämma. 
Men vad är det egentligen att ha kunskap om verkligheten? Olika sanningsteorier är intimt förknippade med olika uppfattningar om vad världen och verkligheten egentligen är.  En oreflekterad uppfattning är kanske att en vetenskaplig teori är sann när den överensstämmer med världen som den är. Men människor formar trosföreställningar om världen genom de observationer hon gör. Antag att dessa observationer är så formade av människans natur, att de aldrig visar oss världen som den faktiskt är.
En annan oreflekterad uppfattning är att förkasta all kunskap som relativ. Att ha en relativistisk kunskapssyn innebär att man anser att världen är så komplicerad och upplevelsen av den så subjektiv att det inte finns någon allmängiltig kunskap. Men det finns nog inte många som är konsekventa relativister i praktiken. Det är uppenbart att det finns allmängiltig kunskap som på ett tydligt sätt påverkat den värld vi lever i. Sjukdomar som förr var dödliga kan nu botas och vi kan resa jorden runt. 
En alternativ uppfattning är att människan begreppsliggör sin erfarenhet genom de ord hon använder och genom den förförståelse hon har i förhållande till olika situationer. En gren inom vetenskapsfilosofin som tar fasta på detta är “konstruktionismen”, vilket bl.a. syftar på att de ord vi har i språket kan beskrivas som konstruerade. Detta sätt att förhålla sig till kunskap har särskilt bäring på human- och samhällsvetenskapen, där man ju också ibland kombinerar kvantitativ och hermeneutisk metod.  Antag exempelvis att jag vill undersöka hypotesen “att vara arbetslös skadar hälsan”. Då måste jag definiera vad jag menar med “arbetslös” och “hälsa”, vilket kan verka enkelt, men dock inte i vetenskapliga sammanhang.  I stället måste man i en vetenskaplig studie vara ytterst medveten om vilka begrepp man använder, vad dessa syftar på och även motivera varför man definierar (eller konstruerar) begreppen som man gör. Visserligen är “hälsa” och “arbetslös” begrepp som kan konstrueras på olika sätt, beroende på var gränsen dras för vad som ingår i begreppen, men hypotesen “att vara arbetslös skadar hälsan” kan faktiskt ändå visa sig vara sann eller falsk. Alltså- relationen mellan begreppen är inte konstruerad utan kan undersökas empiriskt. 
Ett sätt att se på hur vetenskap fungerar är att den alltid söker kunskap som ska passa in med allmänt accepterade utgångspunkter inom det vetenskapliga området. Denna “tysta kunskap” hänger samman och bildar en helhet som filosofen Kuhn kallar för paradigm. När Einsteins relativitetsteori publicerades innebar det ett paradigmskifte inom fysiken, genom att de fenomen som studeras i makrofysiken fick en helt omarbetad (och också en betydligt mer hisnande) tolkningsram.   Men nya teorier resulterar mycket sällan i stora förändringar i vårt tankesätt. Enligt psykologen Keith Stanovich, är det förmodligen massmedias överanvändande av ordet "genombrott" som leder till att allmänheten tror att vetenskapen ständigt motbevisar vad som en gång antogs för sanning. Medan det finns sådana exempel, som Albert Einsteins relativitetsteori, som kräver total omorganisation i vetenskapen, sker detta mycket sällan. Kunskap nås av att gradvis binda samman resultat från mängder av experiment, av många forskare, över olika områden i vetenskapen; det är mer av en klättring än ett hopp.
När Bohr m.fl. inom partikelfysiken började upptäcka hur underligt kvantmekaniken fungerar i förhållande till den orsak och verkan som råder i den “vanliga” fysiken, så kan man inte säga att det innebar ett paradigmskifte. Det var i stället så att en ny vetenskaplig domän öppnade upp sig som på många sätt var helt väsensskild från den fysik man var van vid sedan tidigare. Bland upplysningens filosofer på 1700-talet var det naturligt att uppfatta universum som en stor maskin, som ett urverk som Gud en gång dragit upp och som tickar på tills det stannar. Idag tänker man annorlunda. Den moderna kvantmekaniken har givit tron på lagbundenhet en ordentlig knäck. Enligt kvantmekaniken råder det rent surrealistiska förhållanden i atomernas och elementarpartiklarnas värld. Vår normala logik är upphävd. Orsak och verkan gäller inte, bara sannolikheter. En elementarpartikel befinner sig inte på något bestämt ställe vid någon bestämd tidpunkt. Vet vi var en partikel befinner sig kan vi inte veta var den befinner sig i nästa ögonblick. När fysiker formar teorier om verkligheten ser tolkningsramen och den grundläggande matematiken därför helt olika ut beroende på vilket fenomen som studeras. I makrokosmos skulle man kanske kunna säga att det råder ett paradigm och i mikrokosmos ett annat. 

Inom human- och samhällsvetenskaperna, där Kuhn har blivit mest populär, lever olika paradigm sida vid sida decennium efter decennium i högönsklig välmåga. Marxister och icke marxister, behaviorister och psykoanalytiker, positivister och hermeneutiker, polemiserar ständigt mot varandra utan att någondera sidan förefaller benägen att någonsin ge upp. Det skulle kunna tyda på att vi aldrig kan uppnå några absoluta sanningar inom dessa områden. 

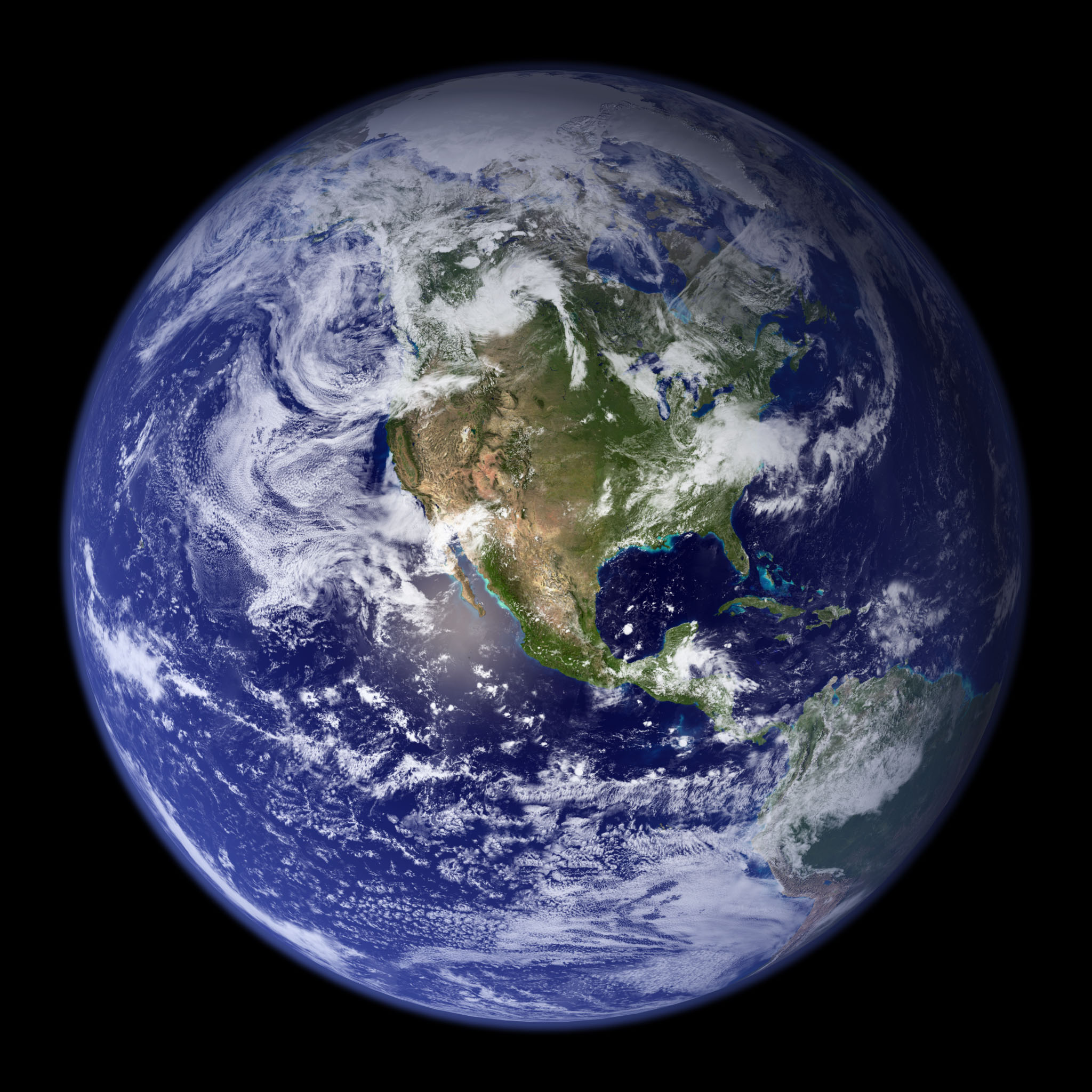
Trots att vetenskap uppmuntrar tveksamhet, är The Flat Earth Society, som argumenterar för att jorden är platt, ett exempel på att ta skepticism för långt.

## Den vetenskapliga gemenskapen

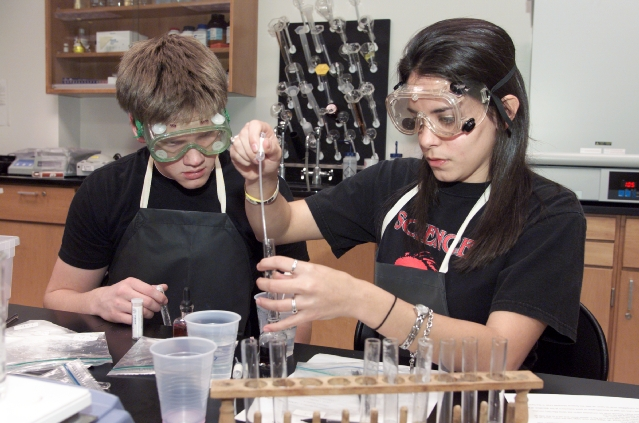
Amerikanska elever genomför ett vetenskapligt kemiexperiment.

Den vetenskapliga gemenskapen består i grund och botten av världens alla vetenskapsmän och deras samröre och samband med varandra. 

### Områden
Vetenskapens områden är allmänt accepterade kategorier av specialiserad expertis, och de använder ofta en egen typ av terminologi och nomenklatur. Dessa områden representeras ofta av en eller flera vetenskapliga tidskrifter, där refereegranskad forskning publiceras.

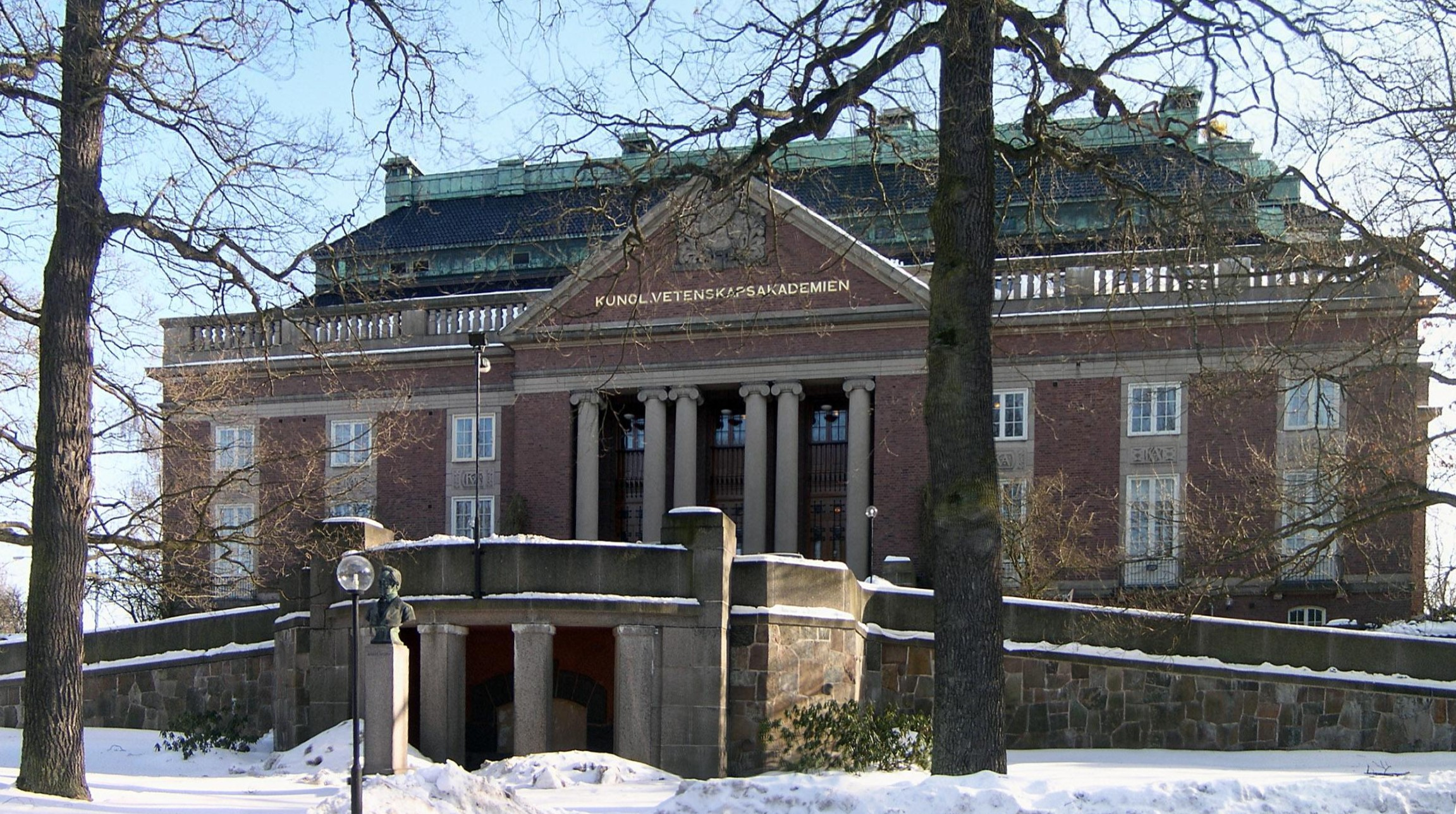
Den svenska Kungliga Vetenskapsakademien är en av många vetenskapsakademier runtom i världen - institutioner för att främja vetenskapen.

### Institutioner
Akademier, sällskap skapade för att kommunicera och sprida vetenskaplig tanke och experiment, har existerat sedan renässansen. Den äldsta nu levande institutionen är Accademia dei Lincei i Italien. I många länder finns nationella vetenskapsakademier till för att främja vetenskapen, av vilka de första var brittiska Royal Society, som grundades 1660, och franska Académie des Sciences, som grundades 1666.
Internationella vetenskapsorganisationer, som International Council for Science, har sedan dess formats för att stödja samarbete mellan olika länders vetenskapsgemenskaper. På än senare tid har flera myndighetsgrupper skapats för att stödja forskning, exempelvis den amerikanska National Science Foundation. Andra organisationer inkluderar den argentinska National Scientific and Technical Research Council, Australiens Commonwealth Scientific and Industrial Research Organisation, Centre national de la recherche scientifique i Frankrike, Max Planck-sällskapet och Deutsche Forschungsgemeinschaft i Tyskland, och Spanish National Research Council i Spanien.
Detta gäller även teknologi, som omfattar många ingenjörsvetenskapliga discipliner av yngre datum, där den svenska Kungliga Ingenjörsvetenskapsakademien är den äldsta nationella akademin, bildad 1919. Den internationella gemenskapen står International Council of Academies of Engineering and Technological Sciences för. Den grundades 1978 av de nationella akademierna i Australien, UK, Mexiko, USA och Sverige och har per 2007, fler än 25 medlemmar.

#### Vetenskaplig publicering
En enorm mängd av vetenskapslitteratur har publicerats. Vetenskapliga tidskrifter meddelar och dokumenterar resultat av experiment och undersökningar som gjorts i universitet och vetenskapliga institutioner, och fungerar som en typ av arkivering av vetenskap. De första vetenskapliga tidskrifterna, Journal des Sçavans följt av Philosophical Transactions, började publiceras 1665. Sedan dess har mängden tidskrifter stadigt ökat. 1981 beräknades antalet vara uppe i 11 500, och idag listar Pubmed 40 000 tidskrifter, endast relaterade till medicin. De flesta vetenskapliga tidskrifterna täcker ett enstaka vetenskapligt område, och publicerar forskning inom det fältet. Ett exempel på detta är Intelligence, som är inriktad på psykologi, och Chemical Reviews, som är inriktad på kemi. När färre tidskrifter fanns var det vanligare att de inte hade ett specifikt område utan täckte antingen hela vetenskapen, eller ett stort område som naturvetenskap eller samhällsvetenskap. Ett fåtal av denna typ finns kvar än, exempelvis Nature och Science. För att publiceras inom de flesta större tidskrifterna krävs först en genomgång av refereegranskning.

#### Populärvetenskap
Populärvetenskapliga tidskrifter som Scientific American, Illustrerad Vetenskap, Allt om Vetenskap och Forskning & Framsteg är ämnade åt en mycket bredare läsarkrets än vetenskapliga tidskrifter, och erbjuder en mindre teknisk sammanfattning av populära forskningsområden, inklusive större upptäckter och framsteg. Vetenskapsböcker är ofta populärvetenskapliga till naturen, och utvecklar vidare på antingen ett specifikt ämne eller en gren av vetenskap genom boken, på ett lättillgängligt sätt.
Science fictiongenren av film och litteratur är inte alltid vetenskapligt korrekt, utan innehåller ofta berättelser som anspelar på moderna och små områden av vetenskap idag, ofta i en fiktiv framtid där författaren kan hitta på en eventuell framtid.

### Kvinnor och vetenskap

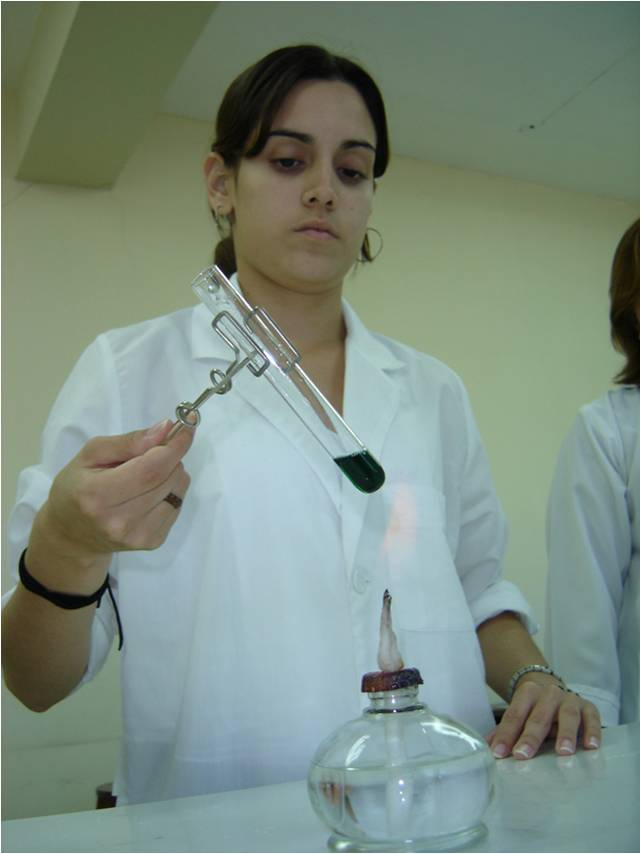
Andelen kvinnor inom vetenskapen stiger stadigt, men är fortfarande (2010) låg globalt sett.

Vetenskap har historiskt varit ett mycket mansdominerat fält och även om det i flera länder numera är nästan jämställt, så är kvinnliga forskare fortfarande i minoritet globalt. Tekniska områden är speciellt mansdominerade, medan kvinnor oftare traditionellt har sökt sig till samhällsvetenskapliga ämnen. Jämfört med män studerar kvinnor oftare kemi, biologi, humaniora och psykologi, och de studerar mer sällan ämnen som matematik, informationsteknik och fysik. Men även inom naturvetenskapen ökar andelen kvinnor. Inom ämnena medicin och biokemi doktorerade lika många kvinnor som män i  USA i början av 2000-talet, medan det inom ämnena matematik och fysik fanns nästan lika många kvinnor som män inskrivna på grundutbildningen vid samma tid. Endast inom datavetenskap och ingenjörsutbildningar dominerade männen fortfarande. Detta är en följd av en målmedveten kampanj i samhället för att uppmuntra kvinnor att ta till vara sina intressen.
Historiskt sett har samhällets syn på utbildning för kvinnor varit annorlunda och kvinnor var länge utestängda från universiteten. Inom klosterväsendet på medeltiden fanns dock viss möjlighet för kvinnor att utbilda sig, vilket Hildegard af Bingen är ett exempel på. Kvinnor var länge, och är ibland fortfarande, beroende av att bli uppmuntrade och accepterade av sina manliga kollegor, eller av en enskild man som kunnat öppna dörrar som annars varit stängda. Äktenskapet mellan Marie Curie och Pierre Curie i början av 1900-talet är ett exempel på ett sådant samarbete. Först vid mitten av nittonhundratalet, samtidigt som preventivmedel blev allmänt tillgängliga, har kvinnors möjlighet till utbildning i en del länder efterhand blivit lika stor som männens. Om det är seglivade könsnormer eller kvinnors och mäns fria men ändå olika val, som gör att många utbildningar i Sverige fortfarande har en sned könsfördelning är svårt att veta.   

## Pseudovetenskap och skräpvetenskap
Ett område av studie eller spekulation som påstås vara vetenskap, men där undersökningsmetod eller ämnet för studien anses ligga utanför det vetenskapliga paradigmet, kallas med en nedsättande beteckning för pseudovetenskap. Ett exempel på detta är t.ex. parapsykologi och socialdarwinism. Pseudovetenskap brukar ibland också användas som beteckning på äldre läror, vars inre logik inte vilar på vetenskaplig grund. Exempel på sådana läror är bland andra astrologi,akupunktur och homeopati. 
En annan term, skräpvetenskap, avser dåligt utförd vetenskap som utförs utan strikt metodologi. Detta kan t.ex. vara fallet då ämnet för studien rimligen bör betraktas som ideografiskt snarare än nomotetiskt (se ovan), vilket har betydelse för om det är rimligt att använda kvantitativ metod, och på vilket sätt studiens resultat bör presenteras. Skräpvetenskap kan också innebära att studiens resultat tolkas på ett felaktigt och orimligt sätt, t.ex. kan statistik ha snedvridits och/eller övertolkats. Direkta logiska felaktigheter kan naturligtvis också förekomma. I fallet med den dömde medicinske forskaren Machiarini, var ett av de allvarliga felen att otillräckliga experiment gjordes innan forskningen tillämpades på patienter. Skräpvetenskap används också som beteckning på forskning som drivs av att söka nå ett på förhand uppsatt resultat, som implicerar att forskaren har en egen agenda, exempelvis ideologisk eller politisk, som färgar experiment, metoder och tolkning av resultat, som till exempel att medvetet missrepresentera forskningen för att visa att rökning är nyttigt. 
Fysikern Richard Feynman skapade termen "cargo cult science" för att beskriva forskning som kan tyckas följa vetenskaplig process, men som saknar "en vetenskaplig tankegång som korresponderar med en typ av komplett ärlighet" vilket tillåter resultaten att vara rigoröst värderade.

## Kritik

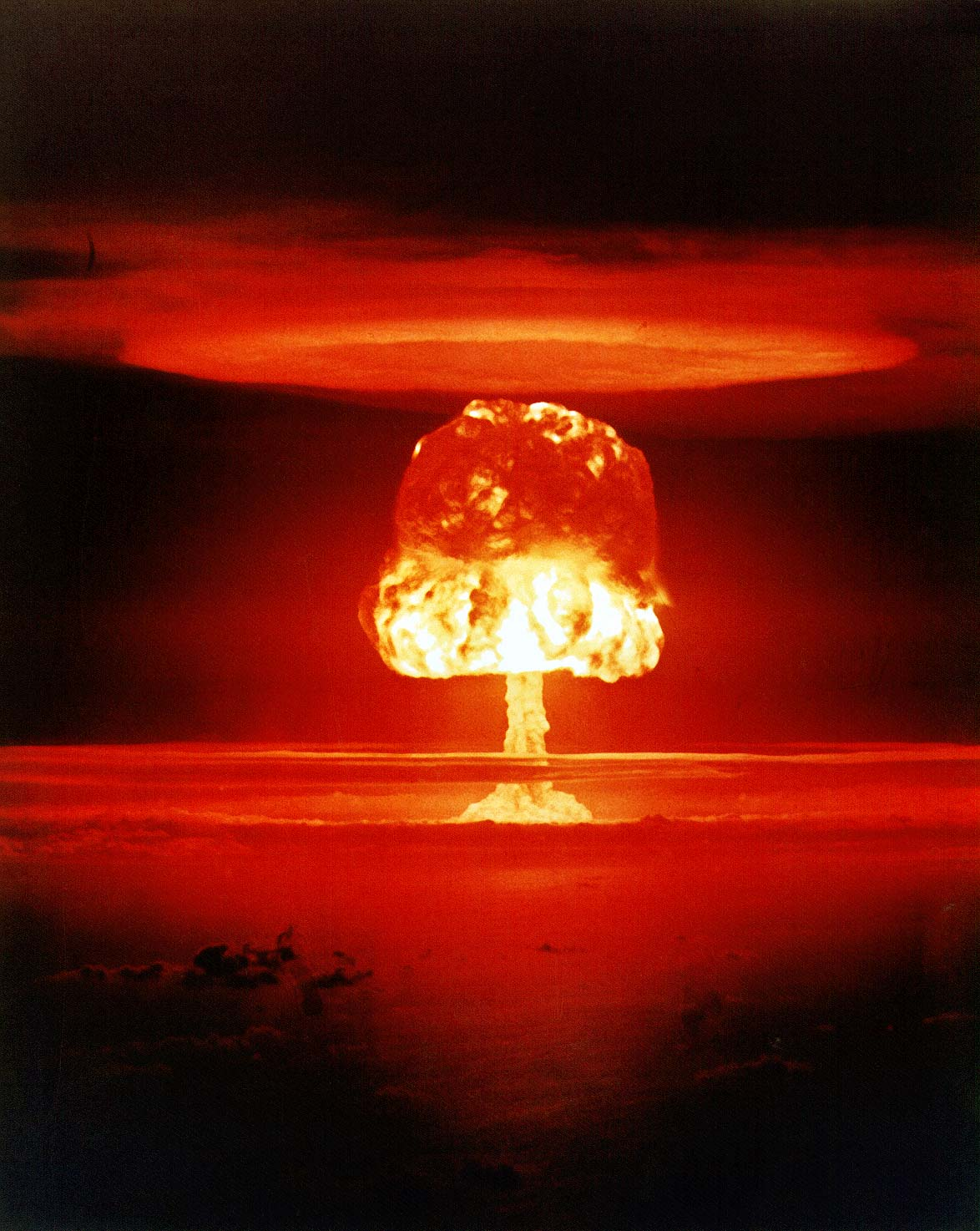
Vissa kritiker menar att vetenskapen lett till teknik vi skulle klara oss bättre utan, som kärnvapen.

Kritiska synpunkter är att för mycket pengar läggs på vetenskap istället för exempelvis kultur och konst, medan andra argumenterar att vetenskapen bidragit med teknologiska framsteg som mänskligheten skulle klara sig bättre utan, som massförstörelsevapen. Andra kritiker hävdar att modern vetenskap är centrerad kring västvärlden, och hyllar vad som är en vetenskapstilltro lika fanatisk som vilken religiös tro som helst. Både den vetenskapliga metoden, vetenskapliga institutioner, och enskilda vetenskapsmän har kritiserats för att gå emot feminism, övernaturliga fenomen och religion.

### Filosofisk kritik
Historikern Jacques Barzun kallade vetenskap "en tro lika fanatisk som någon i historien", och varnade för användandet av vetenskaplig tankegång. Många moderna tänkare, som Carolyn Merchant, Theodor Adorno och E. F. Schumacher anser att 1600-talets vetenskapliga revolution skiftade vetenskapens fokus från att förstå naturen, till att manipulera den, och att denna fokus inte kan leda någon annanstans än till manipulation av människor. Vetenskapens fokus på kvantitativa mätningar har lett till att kritiker påstår att det gör det omöjligt att känna igen viktiga, kvalitativa aspekter av världen.
Vetenskapsfilosofen Paul Feyerabend har fört fram idén att det inte finns några undantagslösa metodologiska regler att använda till vetenskaplig forskning, och att idén att vetenskapen skulle kunna arbeta efter universella, fasta regler är orealistisk och motsägelsefull. Feyeraband anser att vetenskap ska ses som en ideologi liksom religion, magi och mytologi, och han anser att vetenskapens dominansroll i samhället är auktoritär och omotiverad.
Många filosofer har fört fram att den vardagliga ställningen till vetenskapen är alltför auktoritär, och att en vetenskapsmans roll i samhället har lyfts upp som en sektledare, omöjlig att ifrågasätta. Denna syn på modern vetenskap har skapat den nedlåtande termen scientism (från engelskans scientist, vetenskapsman), men det är även värt att notera att den som är emot scientism inte nödvändigtvis är emot vetenskap, utan enbart den vanliga synen på vetenskap som auktoritär.

### Religiös kritik
Religiösa grupper har kritiserat vetenskapsmän under lång tid - det mest kända exemplet är antagligen då den katolska kyrkan satte astronomen Galileo Galilei i husarrest 1633, efter att han påstått att jorden kretsar kring solen, vilket kyrkan ansåg gick emot deras tro. I modern tid är den främsta religiösa kritiken mot vetenskap kritik mot ämnen som evolutionslära, geologi, och naturalism.
Bokstavstroende kristna började konfrontera Charles Darwin direkt sedan hans bok Om arternas uppkomst, som introducerade evolutionsläran, släpptes 1859. Enligt evolutionen har människan, liksom alla andra djur på jorden, utvecklats från samma grund under miljarder år, medan Bibeln, om tolkad bokstavligt, säger att arterna uppkom på sex dagar. Tron att arterna uppkom som de ser ut idag, skapade av Gud, kallas kreationism, och dess förespråkare har sedan evolutionsläran blivit allmänt accepterad gjort flera försök att införa kreationism i allmänna skolor, speciellt i USA men även i Europa. Under slutet av 1900-talet uppkom även termen intelligent design (förkortat ID) för att beskriva uppfattningen att livet på jorden inte tillkommit enbart genom blind evolution utan att det finns en "intelligent designer" bakom naturlagarnas utformning såväl som livets uppkomst och vissa av dess utvecklingssteg. Till skillnad från kreationismen arbetar inte ID med antagandet att det skulle ha varit en specifik gud som skapat livet, och vissa ID-förespråkare accepterar tanken på gemensamt ursprung. Trots detta har många försvarare av evolutionsteorin ansett intelligent design vara en pseudovetenskap, direkt kopplad till kreationismen. Kritiken mot evolutionsteorin består av flera element, exempelvis idén att det ska finnas irreducibel komplexitet och att det ska finnas väsentliga hål i den fossila databasen som ifrågasätter dess legitimitet. Dessa argument anses av många evolutionsbiologer ha motbevisats, och evolutionsteorin anses av den vetenskapliga gemenskapen vara en mycket väletablerad vetenskaplig teori.